# Тафельдекер
Тафельде́кер (нем. Tafeldecker, от нем. Tafel — стол, и нем. decken — покрывать, у Даля также «скатертник») — придворный служитель, в обязанности которого входили сервировка царского стола и заведование всеми принадлежностями столового убранства. Должность тафельдекера присутствовала в придворных штатах большинства европейских монархий.

## В Российской империи
Придворный штат, утверждённый 30 декабря 1796 года Павлом I, предусматривал в ведении обер-гофмаршала 8 штатных единиц тафельдекера с жалованием по 300 рублей в год. Александр I своим указом от 18 декабря 1801 года утвердил придворный штат, в составе которого числилось также 8 «тафельдекерей», но с жалованием уже по 600 рублей в год.
В 1806 году по инициативе управляющего Императорским кабинетом действительного тайного советника Д. А. Гурьева высочайшим указом было установлено соответствие должности тафельдекера 12-му классу Табели о рангах. С 21 января 1827 года — придворный чин 12-го класса Табели о рангах.